# ميكولا يورشينكو
ميكولا يورشينكو (بالأوكرانية: Микола Миколайович Юрченко)‏ هو لاعب كرة قدم أوكراني في مركز الهجوم، ولد في 31 مارس 1966 في إيفانو-فرانكيفسك في أوكرانيا. شارك مع منتخب أوكرانيا لكرة القدم. أما مع النوادي، فقد لعب مع دينامو كييف وزبرويوفكا برنو ونادي كارباتي لفيف.

## وصلات خارجية
- ميكولا يورشينكو على موقع اتحاد أوكرانيا (الإنجليزية)
- ميكولا يورشينكو على موقع قاعدة بيانات كرة القدم.إي يو (الإنجليزية)
- ميكولا يورشينكو على موقع ناشيونال فوتبول تيمز (الإنجليزية)